# Wola Owadowska
Wola Owadowska – wieś w Polsce położona w województwie mazowieckim, w powiecie radomskim, w gminie Jastrzębia. Ma status sołectwa.
| SIMC    | Nazwa  | Rodzaj    |
| ------- | ------ | --------- |
| 0624485 | Wolica | część wsi |

Prywatna wieś szlachecka, położona była w drugiej połowie XVI wieku w powiecie radomskim województwa sandomierskiego. W latach 1975–1998 miejscowość administracyjnie należała do województwa radomskiego. 1 stycznia 2003 roku częścią wsi Wola Owadowska stała się ówczesna osada Wolica.
Wierni kościoła rzymskokatolickiego należą do parafii św. Bartłomieja we Wsoli lub do parafii Zwiastowania Najświętszej Marii Panny w Jastrzębi.